# Грачанин, Бранко
Бранко Грачанин (сербохорв. Branko Gračanin; род. 19 октября 1943, Загреб) — югославский футболист, защитник.

## Карьера

### Клубная карьера
Во взрослом футболе дебютировал в 1963 году в клубе «Трешневка», где отыграл следующие два сезона, выйдя на поле в 36 матчах.
В 1965 году перешёл в загребское «Динамо», где играл на протяжении семи сезонов. Вместе с командой в сезоне 1966/67 одержал победу в финале Кубка ярмарок, а в сезоне 1968/69 смог завоевать национальный кубок.
В 1972 году перешёл во французский клуб «Истр», а с 1974 года выступал в составе «Мюлуза». Завершил карьеру футболиста в 1978 году в другом французском клубе «Сен-Дье», за который выступал с 1975 года.

### Карьера в сборной
В 1968 году дебютировал в официальных матчах в составе национальной сборной Югославии. Его первый выход на поле состоялся в декабре 1968 года в товарищеском матче против сборной Бразилии. В последний раз сыграл за сборную в 1970 году в товарищеском матче со сборной Венгрии.
Всего в составе сборной принял участие в десяти матчах, забив один гол.

## Достижения
«Динамо» (Загреб)
- Обладатель Кубка Югославии: 1968/69
- Обладатель Кубка ярмарок: 1966/67